# Рангон
Рангон  — горный хребет (имеет также название Рангон-Тау) на юге Таджикистана, один из южных отрогов Памиро-Алая.

## География
Хребет представляет собой водораздел между долинами рек Кафирниган и Иляк с северной стороны и Султанабадской долиной — с южной. Северные склоны хребта Рангон окаймляют южную часть Гиссарской долины. Высота вершин горной цепи достигает в отдельных местах более 1400 и 1700 м над уровнем моря: имеющиеся вершины хребта Рангон (с ЮЗ на СВ): 1768 м, 1659 м, 1703 м, 1452 м. Между крайними точками — юго-западной и северо-восточной оконечностью хребта расстояние составляет 19,5 км.
У подножия северного склона хребта расположен пгт Сомониён — административный центр района Рудаки.

## История
С древнейших времён склоны гор Рангон обитаемы — в горной местности встречаются малонаселённые селения (узб.: — кишлак; тадж.: — дега), в которых живут представители коренных народов: таджиков и локайцев..
В историю горного региона, отдельной главой вписано развитие коневодства. Памятный след оставил о себе представитель аборигенной «локайской породы лошадей» — жеребец-производитель, имевший кличку "Рангон-Тау" (рожд. 1924 г.; в первоисточнике — «Ренген-Тау»). Это был один из самых лучших  ездовых породистых коней в Таджикистане, находящийся в 1930-е годы в производящем составе конезавода — Сталинабадского государственного конного завода № 41.

## Геология
Горные склоны хребта сложены мезозойскими, кайнозойскими осадочными отложениями в виде глинистых пород, лёссов и лёссовидных образований, подстилаемыми галечниками и другими грунтами из камней, щебня, гальки, песка и глин, консолидированный фундамент начинается с глубин около 10 километров; хребет сложен конгломератами.

## Флора и фауна
Флора на склонах хребта представлена в основном ксерофитной, степной растительностью, имеются редкие заросли полуксерофитных кустарников.
Во множестве представлены различные виды фауны: из птиц — пустынный и хохлатый жаворонки, воробей, ласточка, синицы, скворец-майна, удод, дрофа-красотка, степная пустельга, пустынная куропатка и др.; из пресмыкающихся — кобра, гюрза, эфа, удавчик степной и др. Характерными представителями здешней фауны являются дикобраз, кошка пятнистая, тонкопалый суслик, заяц-толай, лисица.